# Hypena klapperichi
Hypena klapperichi là một loài bướm đêm trong họ Erebidae.